# Tinagma echii
Tinagma echii är en fjärilsart som beskrevs av Herrich-Schäffer 1855. Tinagma echii ingår i släktet Tinagma och familjen skäckmalar. Inga underarter finns listade i Catalogue of Life.